# Asipu
Asipu (també ashipu, ašipu, āšipu o mašmaššu) és el nom que rebien a l'antiga Mesopotàmia els sacerdots, normalment estudiosos i professionals del diagnòstic i tractament de les malalties al voltant de 3200 aC. Alguns han descrit els asipu com a experts en "màgia blanca".
A l'antiga Mesopotàmia, la gent creia que les malalties que patien els humans eren obra de déus i dimonis. Per aquesta raó, a més de als metges, recorrien als exorcistes. És per aquesta raó que les idees de la ciència, la religió i la bruixeria estaven estretament relacionades. Les tasques de la lluita contra les malalties i la bruixeria van ser preses per asiputu.
Als Asipu també se'ls relaciona amb la pressa de decisions sobre qualsevol qüestió en la que hi haja un risc. Una de les funcions del Asipu era la de servir com a grup consultor per decisions difícils de prendre per insegures o incertes. Ells s'encarregaven de dimensionar la situació, identificar alternatives d'acció i recollir dades sobre els resultats factibles (èxit o fracàs; guany o pèrdua) de cada alternativa. Esta mena de sacerdot tenia la capacitat especial d'interpretar senyals o dades dels déus, qualificava les diferents alternatives, col·locant signes més si eren favorables i menys si no ho eren, per finalment recomanar l'alternativa més beneficiosa.
Un Asipu és qui dirigeix el tractament mèdic en la cort assíria, en què van predir el curs de la malaltia a partir dels signes observats en el cos del pacient i s'ofereixen encanteris i una altra màgia, així com els remeis indicats pel diagnòstic.